# Cane (zodiaco cinese)

Cane

Il Cane (狗) è uno dei dodici segni zodiacali dell'astrologia cinese.

## Anni del Cane
Anni del Cane sono stati il 1910/1911, 1922/23, 1934/35, 1946/47, 1958/59, 1970/71, 1982/83, 1994/95, 2006/2007, 2018/2019.

## Personalità
Come suggerisce il nome, le persone di questo segno sono molto fedeli e sono molto felici di aiutare gli altri. Sono molto sensibili e soffrono per le ingiustizie. Tra le loro qualità figurano l'intelligenza, l'onestà e l'impegno nello svolgere il proprio lavoro, ma sono anche di carattere difficile. Professioni ideali per le persone di questo segno sono il consulente, il politico, l'investigatore, l'insegnante, il sacerdote, il giudice e l'impiegato.

## Segni compatibili
Le persone del segno del Cane vanno molto d'accordo con quelli del segno della Tigre e del Cavallo, oltre che con quelli del segno del Coniglio e con altri del segno del Cane. Non vanno molto d'accordo con quelli del Drago, che considerano arroganti e "tutto fumo e niente arrosto".

## Caratteristiche generali
| Attributo                     |                                                               |
| ----------------------------- | ------------------------------------------------------------- |
| Posizione nello Zodiaco       | 11                                                            |
| Ore più adatte della giornata | 19-21                                                         |
| Direzione                     | est, sud e nord-est                                           |
| Stagione e mese               | autunno, ottobre                                              |
| Date dei Mesi Lunari          | 8 ottobre, 6 novembre                                         |
| Pietra preziosa               | diamante                                                      |
| Colori                        | rosso, verde e porpora                                        |
| Segno occidentale equivalente | Bilancia                                                      |
| Polarità                      | Yang                                                          |
| Elemento                      | Terra                                                         |
| Tratti positivi               |                                                               |
| Tratti negativi               |                                                               |
| Nazioni                       | Argentina, Canada, Etiopia, Irlanda, Australia, Nuova Zelanda |
| Massima Compatibilità         | Coniglio, Tigre, Topo, Scimmia e Maiale                       |
| Compatibilità Parziale        | Bufalo, Serpente, Cavallo e Cane                              |
| Incompatibiltà                | Drago, Capra e Gallo                                          |